# Lüssow (Gützkow)
Lüssow is een plaats en voormalige gemeente in de Duitse deelstaat Mecklenburg-Voor-Pommeren en maakt deel uit van de gemeente Gützkow in het district Vorpommern-Greifswald.
Lüssow telt 175 inwoners.